# Mandrill

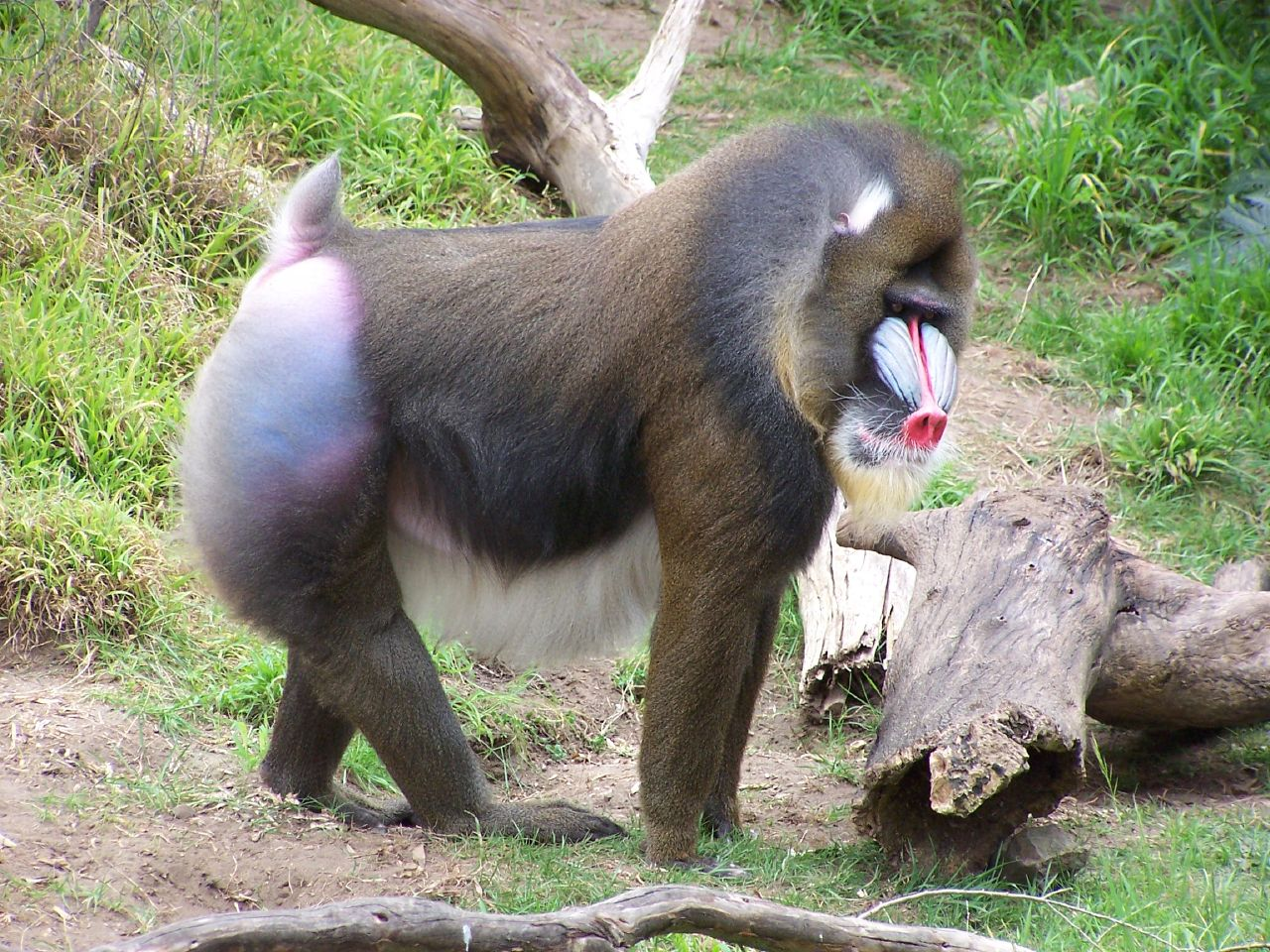
Hím mandrill

A mandrill (Mandrillus sphinx) a cerkóffélék családjába (Cercopithecidae), azon belül pedig a cerkófmajomformák alcsaládjába (Cercopithecinae) tartozó faj. A páviánok közeli rokona, de sok tulajdonsága eltér azoktól. Legközelebbi rokonával, a drillel együtt alkotja a Mandrillus nemet. Az emberszabású majmok után ez a legnagyobb ma élő majomfaj.

## Előfordulása
Kamerun, Gabon, Egyenlítői-Guinea területén, illetve a Kongói Demokratikus Köztársaság északnyugati csücskében a Zaire folyó partjától északra honos, az ottani esőerdők lakója.

## Megjelenése

Mandrill koponya

Kevés feltűnőbb majomfaj létezik, mint a mandrill, amelyet könnyű megismerni orrpajzsának, orrnyergének és ajkainak élénkpiros színéről, valamint az arcorr két oldalán megfigyelhető, hosszanti barázdáktól tagolt világoskék mezőről. A színkavalkád azonban nem csak az állat pofarajzolatára jellemző, hanem "hátulsó felére" is, ahol a vörös, a bíbor és a kék szín az uralkodó. A nőstények testhossza 50-65, a hímeké 65–95 cm, a farok rendkívül rövid, mindössze 7–12 cm-es. A hímek tömege 20-28 kg, a nőstényeknél a 10–12 kg-os tömeg a jellemző.
A természettudósok igen sokat gondolkoztak azon, hogy vajon mi az oka annak, hogy a mandrillok ilyen rendkívüli mértékben feltűnő, színpompás állatok. Valószínűleg azért van szüksége ilyen rendkívül élénk színekre, mert az esőerdők mélyén, ahol csak kevés a fény és a lombsátor között átszűrődő fények villódzó foltjai amúgy is megzavarják a szemlélőt, csak igen harsány színekkel lehet látható jeleket küldeni a fajtársak felé.

## Életmódja
Étrendjük igen változatos, gyökereket, gumókat, különféle gyomnövényeket éppoly szívesen fogyasztanak, mint magvakat, vagy éppen apró gerincteleneket. A gyümölcsöt is nagyon szeretik, noha azért a fára kell mászni, a famászásban pedig ez az állat nem túlzottan ügyes. Különösen a nagy testű hímekre igaz, hogy ha fel is másznak a fára, a vékonyabb ágakra már nem merészkednek ki, így az ott növő gyümölcsökhöz csak akkor férhetnek hozzá, ha azok maguktól leesnek. Általában 18-20 egyedből álló csoportokat alkotva él, s e csoportokban mindig csak egyetlen ivarérett hím él. Ez a csoportszerkezet különösen akkor jellemző, amikor a gyümölcsök beérése miatt aránylag sok időt töltenek a fákon. Máskor azonban, amikor a talajszinten kutatnak táplálék után (s igazából ez a gyakoribb), a kisebb csoportok nagy, akár 200 egyedből álló hordává egyesülhetnek. Ezeken a hordákon belül a szűkebb csoportok továbbra is élnek, s az egyes csoportok között csak laza kapcsolat alakul ki. Úgy látszik, ilyen módon jobban tudnak védekezni a ragadozók ellen, mert amíg a mandrill a növényeket szereti, a leopárdok a mandrillokat fogyasztják előszeretettel.

## Szaporodása
A kis mandrill 168-176 napos vemhességi idő után születik meg. Anyja 6-12 hónapig táplálja tejjel, de a fiatalok csak később, úgy ötéves korukra válnak ivaréretté. Állatkertben a mandrillok akár 45 évig is élhetnek, de a természetben ilyen hosszú élettartamra csak ritkán akad példa.

## Természetvédelmi helyzete
Az erdőirtás és a vadászat a mandrill állományait is veszélyezteti. 
A Természetvédelmi Világszövetség a mandrillt a "Sérülékeny" kategóriába sorolta.
Az állatkertek világszerte küzdenek azért, hogy ezt a fajt megmentsék a kihalástól. Az európai állatkertek fajmegőrző munkáját az EEP elnevezésű nemzetközi fajmegmentő program hangolja össze. A mandrillok európai törzskönyvét a Budapesti Állatkertben vezetik. Magyarországon csak itt, a Nyíregyházi Állatparkban és a Kecskeméti Vadaskertben élnek mandrillok.